# مسلم مبارک
مسلم مبارک (عربی: مسلم مبارک الماس؛ زادهٔ ۱۳ ژوئن ۱۹۸۵) یک بازیکن فوتبال اهل عراق است.
از باشگاه‌هایی که در آن بازی کرده‌است می‌توان به الزورا، الشرطه، راه‌آهن، اربیل، و اربیل اشاره کرد.
وی همچنین در تیم‌های ملی فوتبال زیر ۱۹ سال عراق، B عراق و بزرگسالان عراق بازی کرده است.